# Suzanne Pinel
Suzanne Pinel, née à Ottawa en 1944, est auteure-compositeure-interprète franco-ontarienne, éducatrice, pédiatre et une présentatrice et animatrice de la télévision canadienne de langue française.

## Biographie
Suzanne Pinel est connue par plusieurs générations d'enfants de l'Ontario sous le nom de « Marie-Soleil ». L'émission nationale de Suzanne Pinel a produit 145 programmes bilingues au cours de la décennie des années 1980.
En 1976, elle lance son premier microsillon pour enfants.
Avant de s'occuper d'enfants, Suzanne Pinel suivit une formation de soin infirmier à l'université d'Ottawa. Elle a enseigné à l'École des infirmières de l'hôpital Général d'Ottawa en pédiatrie et développement de l'enfant. Elle n'hésite pas à empoigner sa guitare et visiter les enfants malades d'une chambre à l'autre dans le but de les émerveiller un peu.
Marie-Soleil est une ancienne émission de télévision Franco-ontarienne canadienne qui avait pour vocation, à travers des histoires racontées par Suzanne Pinel et des chansons, d'apprendre le français, langue officielle du Canada, aux jeunes enfants anglophones.
En 1991, elle est distinguée de l'Ordre du Canada pour son engagement éducatif et comme l'une des grandes ambassadrices de la culture canadienne-française, en tant qu'en enseignante ayant contribué à promouvoir le bilinguisme tant chez les jeunes que les plus âgés des deux groupes linguistiques.
En 1997, elle a été nommée juge de la citoyenneté.
En 2002, elle a reçu un diplôme honorifique de l'Université d'Ottawa.
En 2012, elle a été nommée membre de l'Ordre de l'Ontario.